# Pfeilwurz
Die Pflanzengattung der Pfeilwurze (Maranta) gehört zur Familie der Pfeilwurzgewächse (Marantaceae). Die 23 bis 42 Arten sind alle in der Neotropis (hier vor allem Brasilien) verbreitet.

## Namensherkunft
Die Ableitung des deutschen Gattungsnamens „Pfeilwurz“ soll auf die Eignung von Inhaltsstoffen der Pflanzenwurzel als Gegenmittel gegen das von Indios eingesetzte Pfeilgift zurückgehen.

## Beschreibung

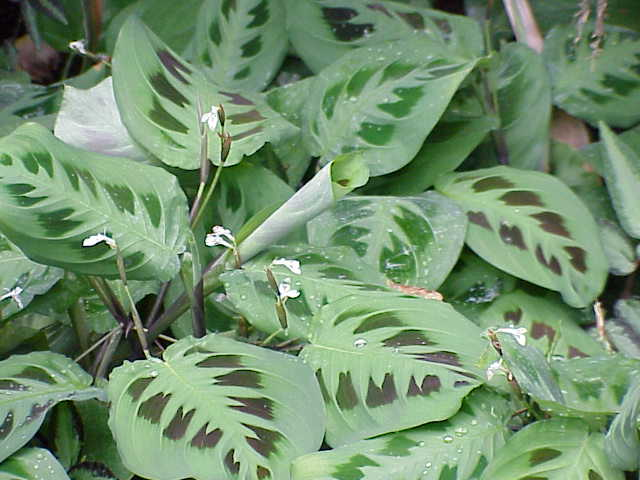
Laubblätter und Blütenstände von Maranta leuconeura

### Vegetative Merkmale
Pfeilwurz-Arten sind aufrecht bis niederliegend wachsende, ausdauernde, krautige Pflanzen. Sie besitzen wie andere Vertreter der Pfeilwurzgewächse ein Rhizom; dieses kann bei der Nutzpflanze Maranta arundinacea bis zu 23 Prozent Stärke enthalten.
Die auffälligen Laubblätter können in Grün-, Braun- und Rottönen gefärbt sein und weisen zum Beispiel bei Maranta leuconeura zusätzlich eine deutlich hervortretende rote Aderung der Blätter auf. Die bis zu zwölf Zentimeter langen glattrandigen Blätter sind oval, an der Oberfläche behaart und anfangs eingerollt. Die Blätter sind in Blattstiel und Blattspreite gegliedert, sie entspringen alle der Basis der Pflanze. Die Blattstiele weisen am Spreitenansatz ein Gelenkpolster auf. Diese spezielle Vorrichtung ist eine Anpassung der Pfeilwurze an ihren natürlichen Standort, das lichtarme Unterholz im tropischen Regenwald. Es ermöglicht die optimale Ausrichtung der Blattspreite an das einfallende Licht während des Tagesverlaufes.

### Generative Merkmale
Die endständigen Blütenstände enthalten nur je zwei Blüten. Die zwittrigen Blüten sind zygomorph und dreizählig. Ein Teil der Staubblätter ist unfruchtbar, die Blüten weisen deshalb zwei Staminodien auf. Diese sind auffällig blumenblattartig ausgebildet. Der unterständige Fruchtknoten ist einkammerig. Die Frucht enthält nur einen Samen.

## Systematik und Verbreitung
Die Gattung Maranta wurde durch Carl von Linné aufgestellt. Der botanische Gattungsname Maranta ehrt den im 16. Jahrhundert lebenden italienischen Botaniker, Arzt und Schriftsteller Bartolomeo Maranta (1500–1571).  Die Pfeilwurze (Maranta) sind die namensgebende Gattung für die Familie der Pfeilwurzgewächse, auch Marantengewächse genannt, (Marantaceae).
Die systematische Einteilung einzelner Arten in die verschiedenen Gattungen der Familie Marantaceae wird kontrovers diskutiert. Es kann daher in der wissenschaftlichen Literatur zu Mehrfachnennungen von Arten bei verschiedenen Gattungen kommen, so beispielsweise bei Maranta sanderiana, die auch als Calathea sanderiana genannt wird.
Die Pfeilwurz-Arten kommen vor allem in dem Florenreich der Neotropis (feuchtwarme Tropen bis Subtropen Süd- und Mittelamerikas) vom südlichen Mexiko über die Karibischen Inseln und Zentralamerika bis Südamerika vor. Deutlicher Schwerpunkt der Verbreitung sind die tropischen Regenwälder Brasiliens.
| Es gibt 23 bis 42 Maranta-Arten: |
| --- |
| - Maranta amazonica L.Andersson: Sie kommt im südlichen Kolumbien, in Ecuador und im nördlichen Peru vor. - Maranta amplifolia K.Schum.: Sie kommt im tropischen Südamerika vor. - Maranta anderssoniana Yosh.-Arns, Mayo & M.Alves: Sie wurde 2002 aus dem nordöstlichen Brasilien erstbeschrieben. - Maranta arundinacea L. (Syn.: Maranta sylvatica Roscoe ex Sm., Maranta indica Tussac, Maranta ramosissima Wall., Maranta arundinacea var. indica (Tussac) Petersen, Maranta arundinacea var. variegata Ridl., Maranta minor Chantrier ex André): Sie ist von Mexiko über Karibische Inseln und Zentralamerika bis ins tropische Südamerika weitverbreitet. Sie ist in vielen Gebieten ein Neophyt. Sie wird in verschiedenen Sorten und Formen als Zierpflanze verwendet. - Maranta bracteosa Petersen: Sie kommt in Brasilien vor. - Maranta burchellii K.Schum.: Sie kommt in Brasilien vor. - Maranta cordata Körn.: Sie kommt im südöstlichen Brasilien vor. - Maranta coriacea S.Vieira & V.C.Souza: Sie wurde 2008 aus dem westlichzentralen Brasilien bis Tocantins erstbeschrieben. - Maranta cristata Nees & Mart. (Syn.: Maranta bicolor Ker Gawl., Maranta lageriana Taplin): Sie kommt im östlichen Brasilien vor. - Maranta cyclophylla K.Schum.: Sie kommt in den brasilianischen Bundesstaaten Maranhão und Mato Grosso vor. - Maranta depressa E.Morren: Sie kommt im brasilianischen Bundesstaat Rio de Janeiro vor. - Maranta divaricata Roscoe: Sie kommt im östlichen und südlichen Brasilien vor. - Maranta foliosa Körn.: Sie kommt in den brasilianischen Bundesstaaten Espírito Santo und Rio de Janeiro vor. - Maranta friedrichsthaliana Körn.: Sie kommt von Guatemala und Costa Rica bis ins Amazonasgebiet vor. - Maranta furcata Nees & Mart.: Sie kommt im südlichen und im südöstlichen Brasilien vor. - Maranta gibba Sm.: Sie ist von Mexiko und Trinidad bis ins tropische Südamerika verbreitet. - Maranta hatschbachiana Yosh.-Arns, Mayo & M.Alves: Sie wurde 2002 erstbeschrieben und kommt in den brasilianischen Bundesstaaten Pernambuco, São Paulo sowie Mato Grosso vor. - Maranta humilis Aubl.: Sie kommt vom nördlichen Südamerika bis ins westliche Brasilien vor. - Maranta incrassata L.Andersson: Sie kommt in Bolivien und in Brasilien vor. - Maranta leuconeura E.Morren: Sie kommt im zentralen und im östlichen Brasilien vor. - Maranta lietzei (E.Morren) C.H.Nelson, Sutherl. & Fern.Casas: Sie kommt im nordöstlichen Brasilien vor. - Maranta lindmanii L.Andersson: Sie kommt in den brasilianischen Bundesstaaten Mato Grosso, Minas Gerais und Santa Catarina vor. - Maranta linearis L.Andersson: Sie kommt vom südöstlichen Kolumbien bis ins südliche Venezuela vor. - Maranta longiflora S.Vieira & V.C.Souza: Sie wurde 2008 erstbeschrieben. Sie kommt in den brasilianischen Bundesstaaten Tocantins, Bahia sowie Minas Gerais vor. - Maranta longipes K.Schum.: Sie kommt im brasilianischen Bundesstaat Goiás vor. - Maranta longiscapa S.Moore: Sie kommt im nördlichen und im westlich-zentralen Brasilien vor. - Maranta noctiflora Regel & Körn.: Sie kommt in Brasilien von Bahia bis zum Bundesstaat Rio de Janeiro vor. - Maranta parvifolia Petersen ex Warm.: Sie kommt in Brasilien vor. - Maranta phrynioides Körn.: Sie kommt in Brasilien vor. - Maranta pleiostachys K.Schum.: Sie kommt im brasilianischen Bundesstaat Mato Grosso vor. - Maranta pluriflora (Petersen) K.Schum.: Sie kommt in Brasilien vor. - Maranta pohliana Körn.: Sie kommt in Brasilien vor. - Maranta polystachya (K.Schum.) J.M.A.Braga: Sie kommt im westlichen und zentralen Brasilien vor. - Maranta protracta Miq.: Sie kommt vom nördlichen Südamerika bis zum nördlichen und nordöstlichen Brasilien vor. - Maranta pulchra S.Vieira & V.C.Souza: Sie wurde 2008 aus dem brasilianischen Bundesstaat Mato Grosso erstbeschrieben. - Maranta pycnostachys K.Schum.: Sie kommt im brasilianischen Bundesstaat Goiás vor. - Maranta rugosa J.M.A.Braga & S.Vieira: Sie wurde 2011 aus dem brasilianischen Bundesstaat Mato Grosso erstbeschrieben. - Maranta ruiziana Körn.: Sie kommt im tropischen Südamerika vor. - Maranta rupicola L.Andersson: Sie kommt vom nördlichen Südamerika bis zum nördlichen und nordöstlichen Brasilien vor. - Maranta sobolifera L.Andersson: Sie kommt von Bolivien bis zum nordöstlichen Argentinien vor. - Maranta subterranea J.M.A.Braga: Sie wurde 2001 erstbeschrieben. Sie kommt vom brasilianischen Bundesstaat Bahia bis Rio de Janeiro vor. - Maranta tuberculata L.Andersson: Sie kommt vom brasilianischen Bundesstaat Bahia vor. - Maranta zingiberina L.Andersson: Sie kommt vom nordöstlichen Brasilien bis zum Bundesstaat Minas Gerais vor. |

Nicht mehr zur Gattung Maranta gehören beispielsweise:
- Maranta allouia Aubl. ⇒ Calathea allouia (Aubl.) Lindl.
- Maranta bella W.Bull ⇒ Calathea bella (W.Bull) Regel
- Maranta coriifolia Regel⇒ Goeppertia ornata (Linden) Borchs. & S.Suárez
- Maranta galanga L. ⇒ Alpinia galanga (L.) Sw.
- Maranta grandis Miq. ⇒ Donax canniformis (G.Forst.) K.Schum.
- Maranta jagoriana hort. ex Regel ⇒ Stachyphrynium jagorianum (K.Koch) K.Schum.
- Maranta kegeliana hort. ex Regel ⇒ Calathea bella (W.Bull) Regel
- Maranta leonia Sander ⇒ Calathea leonia (Sander) K.Schum.
- Maranta lindenii hort. ex Linden ⇒ Calathea lindeniana Wallis
- Maranta lutea Aubl. ⇒ Calathea lutea (Aubl.) Schult.
- Maranta majestica Linden ⇒ Calathea majestica (Linden) H.A.Kenn.
- Maranta makoyana (E.Morren) K.Schum. ⇒ Calathea makoyana E.Morren
- Maranta malaccensis Burm. f. ⇒ Alpinia malaccensis (Burm. f.) Roscoe
- Maranta micans L.Mathieu ⇒ Calathea micans (L.Mathieu) Körn.
- Maranta ornata Linden ex Lem. ⇒ Calathea ornata (Linden ex Lem.) Körn.
- Maranta porteana (Gris) Horan. ⇒ Stromanthe porteana Gris
- Maranta princeps Linden ⇒ Calathea majestica (Linden) H.A.Kenn.
- Maranta pruinosa W.Bull ex Regel ⇒ Pleiostachya pruinosa (Regel) K.Schum.
- Maranta pulchella Linden ex K.Koch ⇒ Calathea pulchella Körn.
- Maranta regalis hort. ex Lem. ⇒ Calathea ornata (Linden ex Lem.) Körn.
- Maranta roseopicta Linden ⇒ Calathea roseopicta (Linden) Regel
- Maranta sanderiana Sander ⇒ Calathea sanderiana (Sander) Gentil
- Maranta tonckat Aubl. ⇒ Stromanthe tonckat (Aubl.) Eichler
- Maranta veitchii hort. ⇒ Calathea veitchiana Veitch ex Hook. f.
- Maranta wallisii Linden ⇒ Calathea wallisii (Linden) Regel
- Maranta warscewiczii L.Mathieu ⇒ Calathea warscewiczii (L.Mathieu) Planch. & Linden

Blüte der Sorte Maranta leuconeura ‘Erythroneura’

## Verwendung

### Nutzpflanze
Maranta arundinacea ist die einzige Art der Gattung, die als Nutzpflanze bekannt ist.
Das südamerikanische Volk der Arawaks benutzte das Stärkemehl aus dem Rhizom dieser Pflanze, um Gift aus Wunden zu ziehen, welches durch vergiftete Pfeile in die Wunde gelangt war.

Annonce für Mehl aus Pfeilwurz, Vossische Zeitung, Januar 1854

Das aus dieser Pflanze gewonnene Stärkeprodukt wird im Handel gelegentlich auch unter der englischen Bezeichnung Arrowroot angeboten und ist leichter verdaulich als Weizenmehl, bzw. dessen Stärke. Da diese Stärke bei etwas niedrigerer Temperatur (ca. 65 °C) als Mehl oder Maisstärke eindickt, wird Pfeilwurz häufig für delikate Soßen, Puddinge und Glasuren verwendet, die nicht kochen dürfen. Das Pfeilwurzelmehl sollte vor der Zugabe zu heißen Soßen etc. in kalter Flüssigkeit angerührt werden.
Im Gegensatz zu anderen handelsüblichen Stärkeprodukten wie etwa Kartoffelstärke oder Maisstärke, die angedickte Soßen trüb bis milchig werden lassen, erhält Pfeilwurzelmehl auch die ursprüngliche Klarheit von Soßen und Säften (Herstellung von Gelees). Pfeilwurzelmehl, bzw. Arrowroot ist absolut geruchs- und geschmacksneutral. Es dickt etwa doppelt so stark wie Weizenmehl ein.
Die Nutzpflanze Maranta arundinacea ist zudem in Florida beheimatet, wird aber hauptsächlich auf den Westindischen Inseln (Jamaika und St. Vincent), in Australien, Südostasien und Südafrika kultiviert. Wichtige Anbauländer sind auch Brasilien und Thailand.

### Zierpflanze
Als buntlaubige Zierpflanze ist in Europa vor allem Maranta leuconeura (Gebetspflanze) bekannt. Sie wurde bereits im 19. Jahrhundert eingeführt und früher oft in Blumenfenstern kultiviert. Die gartenbauliche Züchtung brachte vier heute noch bedeutende Ziersorten hervor:
- ‘Erythroneura’: Smaragdgrüne Blätter, weiße und dunkelgrüne Flecken, auffallend rot gefärbte Blattseitenadern, Unterseite blaugrün
- ‘Kerchoveana’: Blätter groß, smaragdgrün, Unterseite blaugrün, rot gefleckt
- ‘Massangeana’: Blätter klein, braun gefleckt, Unterseite rot gefärbt.
- ‘Fascinator’: Hellgrünes Laub mit dunkelgrünen Flecken und auffallend rot gefärbten Blattadern.

Ebenfalls als Zierpflanze verwendet, aber weniger bekannt ist die Art Maranta cristata.